# Syzygium garciniifolium
Syzygium garciniifolium är en myrtenväxtart som först beskrevs av George King, och fick sitt nu gällande namn av Elmer Drew Merrill och Lily May Perry. Syzygium garciniifolium ingår i släktet Syzygium och familjen myrtenväxter.

## Underarter
Arten delas in i följande underarter:
- S. g. garciniifolium
- S. g. patentinervium